# Gainstorf
Gainstorf ist ein Ortsteil der Gemeinde Aldersbach im niederbayerischen Landkreis Passau.

## Geographie
Der Ort liegt nordwestlich des Kernortes Aldersbach an der am südlichen Ortsrand fließenden Vils, eines rechten Zuflusses der Donau. Nördlich des Ortes verläuft die Kreisstraße PA 83.

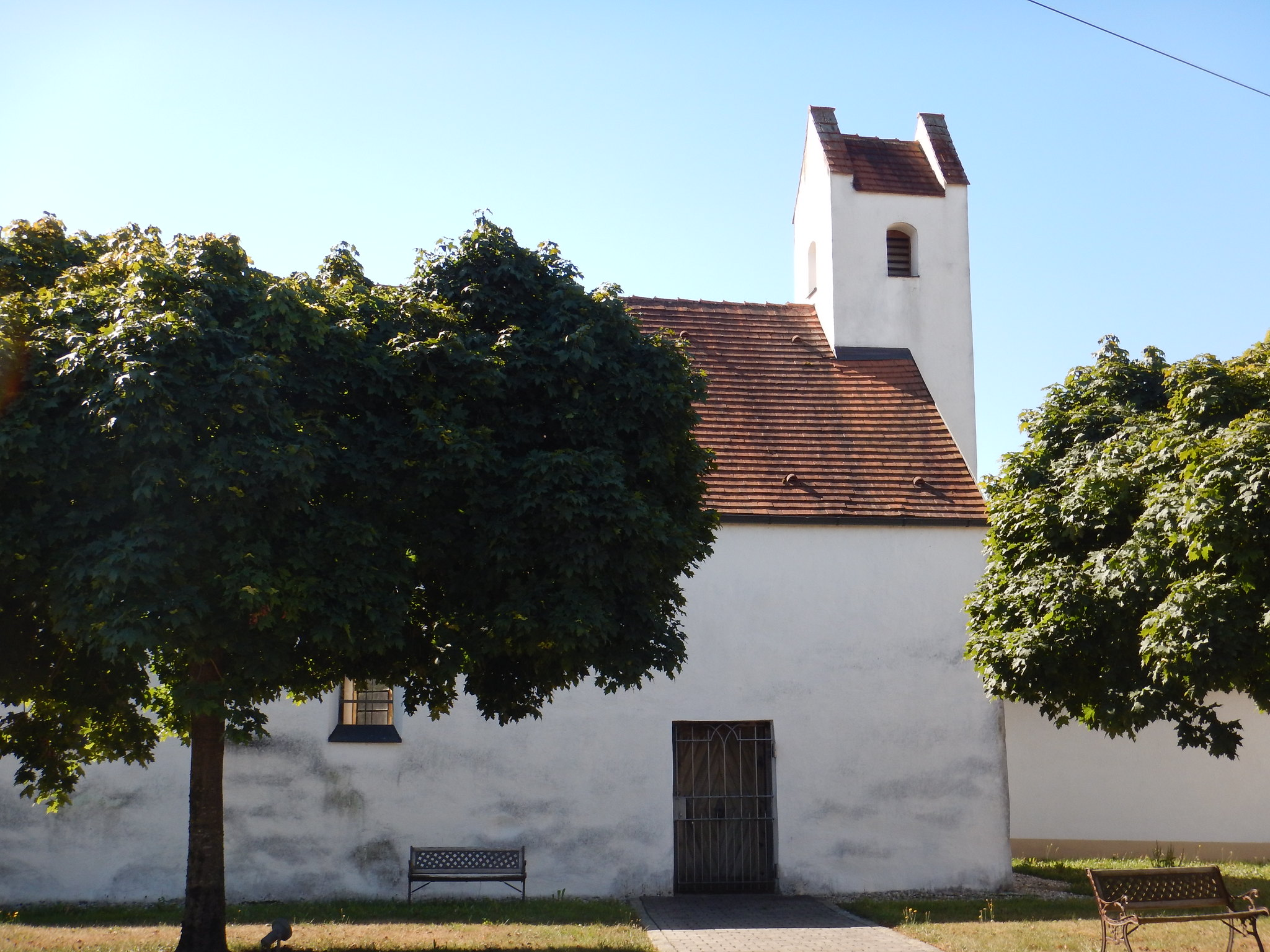
Kirche St. Nikolaus in Gainstorf

## Bauwerke
In der Liste der Baudenkmäler in Aldersbach sind für Gainstorf drei Baudenkmale aufgeführt, darunter
- die aus der zweiten Hälfte des 15. Jahrhunderts stammende Filialkirche St. Nikolaus. Bei ihr handelt es sich um einen einheitlichen spätgotischen Bau.